# Sorex pacificus
Sorex pacificus är en däggdjursart som beskrevs av Elliott Coues 1877. Sorex pacificus ingår i släktet Sorex och familjen näbbmöss. IUCN kategoriserar arten globalt som livskraftig.
Arten har i motsats till andra närbesläktade näbbmöss ingen långsträckt knöl på kanten av de övre centrala framtänderna (sidan mot mitten). Tandformeln är I 3/1 C 1/1 P 3/1 M 3/3. Liksom hos andra näbbmöss har de yttre framtänderna, hörntänderna och de första två premolarer i överkäken bara en enkel spets. Sommarpälsen är på ovansidan gulbrun till mörk gråbrun och på undersidan förekommer brun päls. Sorex pacificus har under vintern en mörkgrå ovansida samt en gråbrun undersida. Liksom hos andra släktmedlemmar finns en spetsig nos, små ögon och små öron.
Beroende på utbredning är arten 110 till 154 mm lång (med svans), svanslängden är 49 till 72 mm och vikten ligger mellan 5,5 och 15 g. Sorex pacificus har 14 till 17,5 mm långa bakfötter och 8 till 13 mm långa öron.
Denna näbbmus förekommer i västra USA i delstaten Oregon vid Stilla havet. Den vistas i områden med träd som skogar eller trädgrupper samt i buskskogar.
Sorex pacificus äter insekter, daggmaskar och andra ryggradslösa djur. Dessutom ingår några grodor och växtdelar i födan. Angående artens aktivitetstider finns olika uppgifter. Honor har mellan februari och augusti (ibland fram till november) en eller fler kullar med 2 till 6 ungar, oftast 3 eller 4. Individer i fångenskap skapade en latrin med lite avstånd från boet. Artepitet pacificus syftar på djurets utbredning vid Stilla havet.

## Underarter
Arten delas in i följande underarter:
- S. p. cascadensis
- S. p. pacificus